# 아카마촌
아카마촌(赤麻村)은 도치기현의 남부 시모쓰가군에 속했던 촌이다. 현재의 도치기시 후지오카마치 아카마에 해당한다.

## 역사
- 1889년 4월 1일 - 정촌제 시행에 의해 시모쓰가군 아카마촌이 성립하였다.
- 1955년 3월 31일 - 후지오카정, 헤야촌, 미카모촌과 합병해 후지오카정이 되었다.